# Worthington (Ohio)
Worthington ist ein Vorort der US-amerikanischen Stadt Columbus in Franklin County, Ohio. Die Einwohnerzahl der Stadt beträgt 14.786. (Stand: 2020)

## Geographie
Worthington und Riverlea schließen die Stadt Columbus ein. Worthington wird in die Teile Worthington und Old Worthington unterteilt. Südlich des Ortes liegt der Antram Lake.

## Geschichte

### Gründung
Am 5. Mai 1802 gründete eine Gruppe Siedler die Scioto Company in Granby mit der Absicht, eine Siedlung zwischen Muskingum River und Great Miami River zu errichten. James Kilbourne war der neu ausgewählte Präsident und Josiah Topping wurde sein Vertreter. Am 30. August 1802 reisten James Kilbourne und Nathaniel Little zum Heim des späteren Gouverneurs Thomas Worthington, nach welchem die Stadt später benannt wurde. Die beiden reservierten vorläufig Land entlang des Scioto River und der Pickaway Plains für ihre neue Siedlung. Am 5. Oktober 1802 trafen sich die Siedler der Scioto Company erneut und entschieden, das Land nicht zu kaufen. Stattdessen beschlossen sie, ihre Siedlung 48 Kilometer weiter nördlich zu gründen.
Am 5. Oktober 1802 reiste James Kilbourne in das heutige Worthington, um das Angebot der Scioto Company zu prüfen. Später begannen dann sieben Arbeiter mit der Rodung des Waldes. Am 10. August 1803 stimmte die Scioto Company für den Namen der Siedlung ab. Die Siedlung wurde nach dem zweiten Senator der Siedlung, Thomas Worthington, benannt. Im September 1803 reisten die ersten Siedler mit dem Pferd an.

### Britisch-Amerikanischer Krieg
Während des Britisch-Amerikanischen Kriegs gingen viele Milizen mit General William Hull Richtung Norden. Zwei Siedler aus Worthington starben während der Schlacht.

## Demographie

### Bevölkerungsentwicklung
| 1880 | 1890 | 1900 | 1910 | 1920 | 1930  | 1940  | 1950  | 1960  | 1970   | 1980   | 1990   | 2000   | 2010   | 2020   |
| 459  | 341  | 443  | 547  | 705  | 1.239 | 1.569 | 2.141 | 9.239 | 15.326 | 14.956 | 14.869 | 14.125 | 13.575 | 14.786 |

## Politik

### Städtepartnerschaften
- Sayama, Japan, seit 1999

## Kultur und Sehenswürdigkeiten

### Bauwerke
Im Süden des Ortes befindet sich die Worthington Presbyterian Church, eine 1930 von den Architekten Orr und Martin Martin erbaute Kirche, welche am 17. April 1930 in das National Register of Historic Places eingetragen wurde.

## Wirtschaft und Infrastruktur

### Bildung
In Worthington gibt es zwei weiterführende Schulen, die Thomas Worthington High School und die Worthington Kilbourne High School. Des Weiteren gibt es dort eine japanische Schule, die Columbus Japanese Language School, die am Wochenende unterrichtet. Außerdem gibt es eine chinesische Schule, die Ohio Contemporary Chinese School, die hauptsächlich für die sinoamerikanischen Einwohner erbaut wurde.

### Verkehr

#### Straßenverkehr
Die Schnellverkehrsstraßen Interstate 71, I-270 und SR 315 führen durch Worthington.

#### Flugverkehr
Der nächste Flughafen für zivile Luftfahrt ist der Ohio State University Airport. In der nächsten Stadt Columbus befinden sich außerdem der Flughafen Port Columbus International sowie der kleinere Flughafen Rickenbacker International.

## Söhne und Töchter der Stadt

### In Worthington geboren
- Gary Berry (* 1978), Footballspieler der Green Bay Packers
- Maggie Grace (* 1983), Schauspielerin
- John Wesley Hoyt (1831–1912), Politiker
- Rachael Harris (* 1968), Schauspielerin und Komikerin
- Pat McCrory (* 1956), Politiker

### Mit Worthington verbunden
- Eric Frederick Jensen (* 1951), Musikwissenschaftler, lebt in Worthington,
- Troy Perkins (* 1981), Fußballtorwart, besuchte die Thomas Worthington High School
- Jack Plotnick (* 1968), wuchs in Worthington auf
- Nick Swisher (* 1980), Baseballspieler